# Natura viva
Natura viva è il terzo album in studio del gruppo musicale italiano gli Eugenio in Via Di Gioia, pubblicato il 1º marzo 2019.

## Tracce
1. Lettera al prossimo – 3:17
2. Inizia a respirare – 3:14
3. Altrove – 3:09
4. Albero – 3:11
5. Cerchi – 3:50
6. Pace all'anima – 3:10
7. Camera mia – 3:20
8. Il tuo amico il tuo nemico tu – 3:41
9. Il fine e la luna – 2:59
10. La misura delle cose – 3:55

## Classifiche
| Classifica (2019) | Posizione massima |
| ----------------- | ----------------- |
| Italia            | 15                |